# Тихий Ключ (Зав'яловський район)
Тихий Ключ (рос. Тихий Ключ) — присілок в Зав'яловському районі Удмуртії, Росія.
Знаходиться на другій терасі лівого берега річки Позим, лівій притоці Іжа. Через присілок протікає невелика її ліва притока.

## Населення
Населення — 68 осіб (2010; 80 в 2002).
Національний склад станом на 2002 рік:
- росіяни — 92 %

## Урбаноніми[3]
- вулиці — Зарічна, Крюкова, Центральна